# Animazione sospesa

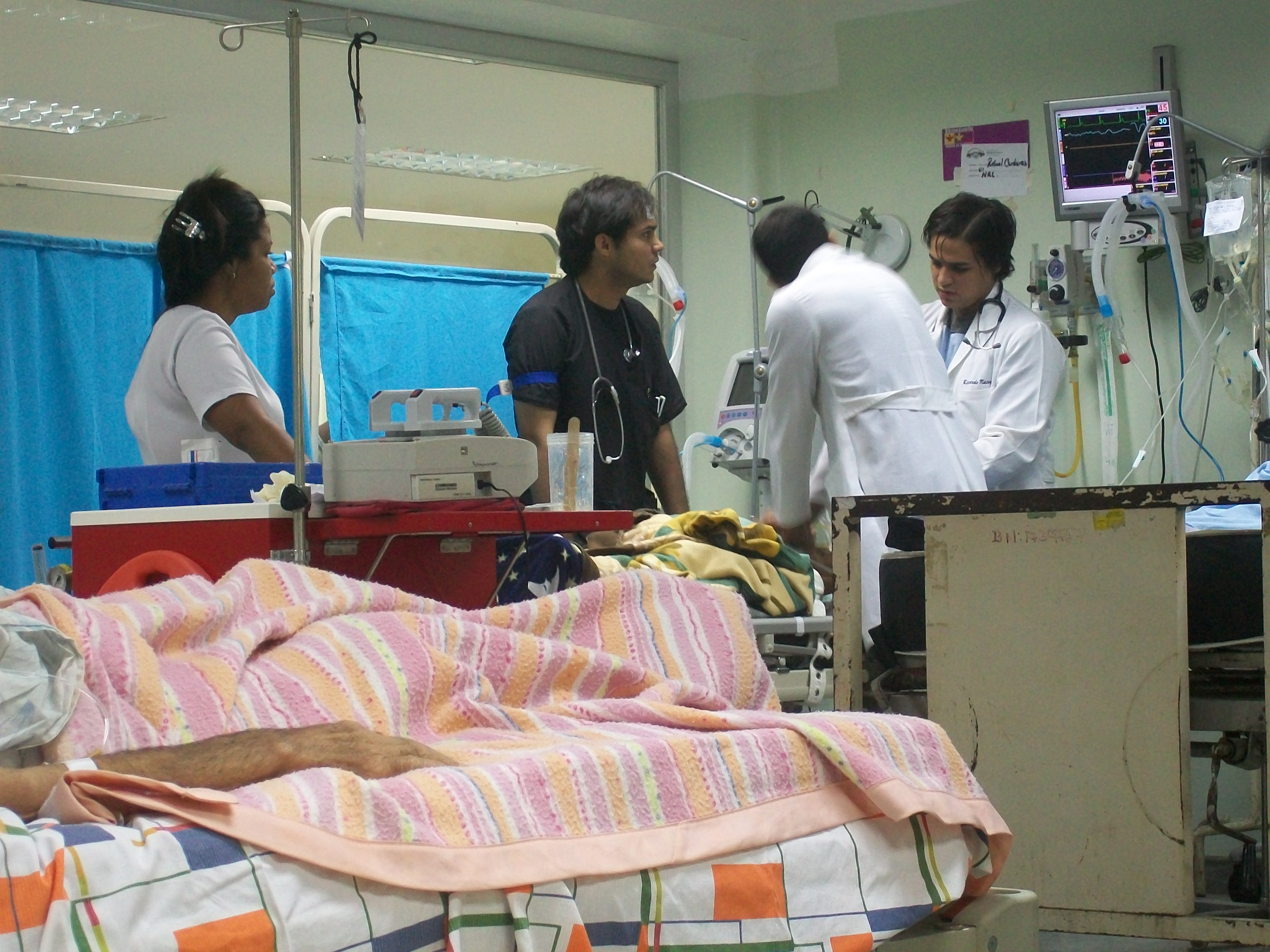
Rianimazione cardiopolmonare (CPR = Cardiopulmonary resuscitation) in corso di applicazione a un paziente che ha subito un trauma, presso un ospedale di Maracay, in Venezuela; l'Animazione sospesa può ritardare la sopravveniente morte delle cellule (necrosi) in pazienti gravemente feriti o ammalati, dando loro più tempo per ricevere un trattamento medico appropriato

L'animazione sospesa è un rallentamento delle normali funzioni vitali dell'individuo senza causarne la morte, indotto mediante mezzi esterni. Al di fuori della fantascienza, l'applicazione di questo processo su esseri umani è del tutto ipotetica, sebbene il caso di ipotermia involontaria di Mitsutaka Uchikoshi abbia aperto delle prospettive in tal senso. Il respiro, il battito cardiaco e altre funzioni involontarie possono ancora essere presenti in un soggetto sottoposto ad animazione sospesa, ma la loro rilevazione può essere effettuata solo mediante strumenti di misura. Temperature estremamente basse possono essere utilizzate per accelerare il rallentamento delle funzioni vitali; questo principio è alla base della scienza nota come criogenia.
La proposta di sottoporre gli astronauti all'animazione sospesa è stata avanzata per permettere agli uomini di raggiungere la destinazione di un lungo viaggio interstellare eliminando la necessità di una nave generazionale; occasionalmente i due concetti sono stati fusi, teorizzando una successione di generazioni di addetti alla supervisione tecnica di una più vasta popolazione congelata.

## Ricerche scientifiche
Un articolo pubblicato nella rivista Science del 22 aprile 2005 parla dei successi ottenuti nell'applicazione dell'animazione sospesa ai topi. La scoperta è resa tanto più rilevante dal fatto che i topi sono animali che in natura non vanno in ibernazione. L'esperimento è stato condotto nel laboratorio di Mark Roth, che ha posto dei topi vivi in una camera contenente 80 ppm di acido solfidrico e ha portato avanti l'esperimento per sei ore. La temperatura corporea dei topi è scesa fino a 13 gradi Celsius e il loro metabolismo, valutato attraverso il consumo di ossigeno e la conseguente produzione di diossido di carbonio, è sceso a un decimo.
Nel luglio 2005 un gruppo di scienziati dell'Università di Pittsburgh ha dichiarato di aver riportato in vita senza danni cerebrali dei cani dopo aver estratto il sangue dai loro corpi ed aver introdotto nei loro sistemi circolatori una soluzione ghiacciata. Dopo tre ore di morte clinica, i cani sono stati riportati in vita attraverso un leggero impulso elettrico diretto al cuore. Il cuore ha ripreso a pompare il sangue nel corpo congelato e i cani sono tutti ritornati in vita. Gli scienziati hanno già iniziato discussioni con gli ospedali statunitensi per proporre l'animazione sospesa come extrema ratio.
La preoccupazione è dovuta al fatto che alcuni dei cani sottoposti all'esperimento, una volta "resuscitati", riportarono gravi danni al sistema nervoso e scarsa coordinazione nei movimenti, denunciando forti deficit mentali e mostrando un comportamento tale da indurre i media americani a definirli "cani zombie". Si spera tuttavia che il processo possa almeno essere utilizzato per dare più tempo ai chirurghi che agiscono sul tavolo operatorio, visto che eventuali operazioni possono essere condotte normalmente mentre i pazienti sono in stasi.

## Ibernazione di un ratto nel 2006
Nel 2006, un'équipe dell'Università di Bologna guidata dal professor Giovanni Zamboni, basandosi su studi di Matteo Cerri è riuscita a replicare forse in parte il meccanismo fisiologico dell'ibernazione in un ratto, animale che non va in ibernazione in natura, portando la sua temperatura a 20 °C per 6 ore. Gli scienziati hanno inserito nel cervello una micro-cannula che portava la sostanza GABA fino ad una struttura ancestrale della sostanza reticolare del midollo allungato nota come raphe pallidus.
Appena ricevuta l'iniezione, l'animale avvertì una vampata di calore, si stese, si raggomitolò ed entrò in ibernazione. Dopo sei ore, aumentando progressivamente la temperatura fino a quella fisiologica, il ratto reagì senza alcun problema; al risveglio venne riscontrata una notevole attività dei suoi neuroni, con immediata creazione di nuove sinapsi.

## L'animazione sospesa nella fantascienza
Il tema dell'animazione sospesa è un tòpos della fantascienza, spesso utilizzato per permettere la sopravvivenza di individui per lunghi intervalli di tempo; è presente in numerose storie di space opera che trattano di lunghi viaggi spaziali e come artificio narrativo in varie opere distopiche ambientate in un futuro più o meno lontano. Fra le opere incentrate sul tema dell'animazione sospesa (elenco non esaustivo, in ordine cronologico):

### Narrativa
- Il racconto breve L'uomo dall'orecchio spezzato (L'Homme à l'oreille cassée, 1862) dello scrittore francese Edmond About narra di un professore tedesco che disidrata un colonnello dell'armata di Napoleone condannato a morte per resuscitarlo dopo una "sospensione della vita" di alcuni decenni.
- Nel romanzo utopico Guardando indietro, 2000-1887 (Looking Backward, 1888) di Edward Bellamy, uno dei più popolari romanzi del XIX secolo, un uomo sofferente d'insonnia che si faceva curare con l'ipnosi rimane addormentato per 113 anni, risvegliandosi nella Boston del 2000; sulla falsariga di Bellamy furono scritte numerose altre opere utopiche o satiriche di questo tipo.
- Nel romanzo di protofantascienza italiana Le meraviglie del duemila di Emilio Salgari del 1907, due viaggiatori, grazie alla scoperta di un principio attivo di una strana pianta esotica che sospende le funzioni vitali, riescono a viaggiare nel tempo per ben cento anni, spostandosi dal 1903 al 2003.
- Il racconto Aria fredda (Cool Air, 1926) di H.P. Lovecraft, in cui un dottore si mantiene in vita per diciotto anni oltre la sua morte sottoponendosi a un gelo artificiale.
- Ne La cimice (Klop, 1929) di Vladimir Majakovskij, il protagonista viene accidentalmente congelato, risvegliandosi cinquant'anni dopo in una società utopica senza imperfezioni, dove egli è spaesato e diventa un reperto archeologico vivente agli occhi delle persone del futuro che osservano in lui i vizi di un tempo.
- Il racconto La cosa da un altro mondo (Who Goes There?, 1938) di John W. Campbell narra la scoperta di un'antica nave aliena in Antartide con una creatura aliena ibernata da milioni di anni, che viene erroneamente scongelata permettendole di seminare morte e terrore in una base scientifica.
- La porta sull'estate (The Door into Summer, 1957), romanzo di Robert A. Heinlein.
- La bella addormentata nel frigo (1966), racconto della raccolta Storie naturali di Primo Levi.
- Il romanzo 2001: Odissea nello spazio (1968) di Arthur C. Clarke, scritto assieme all'omonimo film.
- Nel romanzo di fantascienza umoristica Ristorante al termine dell'Universo (1980) di Douglas Adams, il protagonista Arthur Dent e il suo amico Ford Perfect vengono teletrasportati all'interno di un'arca spaziale proveniente da Golgafrincham, dove trovano svariati membri della piccola e media borghesia in ibernazione, siccome hanno abbandonato il pianeta dopo aver ricevuto la notizia (fasulla) secondo cui esso era condannato a una catastrofe. La nave poi si schianta sulla Terra preistorica e questi individui si rivelano essere i veri antenati dell'uomo moderno.
- Il romanzo The Death of Sleep (1990) di Anne McCaffrey e Jody Lynn Nye.
- Nei due romanzi di Lois McMaster Bujold I due Vorkosigan (Mirror Dance, 1994) e La criocamera di Vorkosigan (Cryoburn, 2010) viene utilizzata la crioconservazione per ibernare persone clinicamente appena morte o in gravissime condizioni da resuscitare in seguito.

### Film e televisione
- Totò nella luna (1958) di Steno: il protagonista viene rinchiuso in una "camera di ibernazione" prima di essere messo in un razzo spaziale dove si riprende.
- Alcuni episodi delle serie televisive Star Trek, Star Trek - The Next Generation e Star Trek - Voyager nei quali alcuni individui del XX secolo vengono risvegliati tre o quattro secoli più tardi.
- 2001: Odissea nello spazio (1968) di Stanley Kubrick: tre scienziati sono sottoposti ad animazione sospesa per un viaggio interplanetario di alcuni anni, mentre l'astronave su cui viaggiano è condotta da due astronauti in vita e da un supercomputer.
- Il pianeta delle scimmie (1968): tre astronauti si risvegliano dall'animazione sospesa dopo duemila anni di ibernazione.
- Louis de Funès e il nonno surgelato (Hibernatus, 1969) di Édouard Molinaro
- Il dormiglione (Sleeper, 1973) di Woody Allen
- Dark Star (1974) di John Carpenter: il comandante Powell, rimasto mortalmente ferito, è mantenuto in uno stato congelato e grazie a un dispositivo elettronico, i membri dell'equipaggio riescono a comunicare con lui.
- A Venezia muore un'estate (Largo retorno, 1975) di Pedro Lazaga
- Alien (1979), i suoi sequel e i racconti derivati, in cui l'animazione sospesa è detta "ipersonno".
- L'Impero colpisce ancora (1980): dopo essere stato catturato, Ian Solo viene congelato in una lastra di "grafite" per poi essere condotto al palazzo di Jabba the Hutt, un signore del crimine che aveva messo una taglia su di lui. Nel sequel, Il ritorno dello Jedi, Leila Organa si infiltra nel palazzo di Jabba e libera l'amato.
- Atmosfera zero (Outland, 1981) di Peter Hyams
- L'uomo dei ghiacci (Iceman, 1984) di Fred Schepisi
- Sonno di ghiaccio (Chiller, 1985) di Wes Craven
- Space Vampires (Lifeforce, 1985) di Tobe Hooper: l'equipaggio dello space shuttle Churchill riviene un'astronave nascosta nella cometa di Halley dove trovano tre vampiri alieni ibernati.
- Moontrap - Destinazione Terra (Moontrap, 1989): i protagonisti trovano sulla Luna un sarcofago contenente una astronauta ibernata da 14000 anni.
- Freejack - In fuga dal futuro (Freejack, 1992) di Geoff Murphy
- Il mio amico scongelato (Encino Man, 1992) di Les Mayfield
- Amore per sempre (Forever Young, 1992) di Steve Miner
- Demolition Man (1993) di Marco Brambilla: il protagonista e l'antagonista sono condannati a 70 anni di congelamento e vengono scongelati dopo soli 36 anni.
- Apri gli occhi (1997) di Alejandro Amenábar
- Austin Powers - Il controspione (1997): l'agente segreto protagonista decide di ibernarsi fino al ritorno della sua nemesi, che a sua volta si è ibernato.
- Punto di non ritorno (Event Horizon, 1997) di Paul W. S. Anderson
- Lost in Space - Perduti nello spazio (1998): i protagonisti vengono sottoposti ad animazione sospesa per rendere meno traumatico il viaggio di 10 anni verso un altro pianeta.
- Serie televisiva Power Rangers in Space (1998): il Silver Ranger Zhane rimane ferito proteggendo il Red Ranger Andros mentre affrontavano un mostro, quindi viene messo in una capsula criogenica nascosta nella Astro Megaship fino alla sua guarigione.
- Alcuni episodi delle serie televisive Stargate SG-1, Stargate Atlantis e Stargate Universe mostrano capsule di stasi create e utilizzate da vari popoli alieni. I sarcofagi dei Goa'uld possono preservare l'occupante anche per milioni di anni.
- Pitch Black (2000) di David Twohy: il protagonista Riddick viaggia nello spazio sottoposto al criosonno con altre persone prima che la loro nave si schianti su un pianeta alieno.
- A.I. - Intelligenza artificiale (2001) di Steven Spielberg
- Vanilla Sky (2001) di Cameron Crowe, con Tom Cruise, Cameron Diaz e Penélope Cruz; remake di Apri gli occhi di Alejandro Amenábar.
- Zathura - Un'avventura spaziale (2005) di Jon Favreau
- Idiocracy (2006) di Mike Judge: i protagonisti vengono erroneamente lasciati ibernati durante un esperimento e si risvegliano in un caotico futuro popolato da gente stupida.
- X-Men le origini - Wolverine (2009): William Stryker mantiene Jason, suo figlio mutante, in criostasi.
- Moon (2009) di Duncan Jones: i cloni non utilizzati sono preservati in ibernazione.
- Mr. Nobody (2009) di Jaco Van Dormael: il protagonista viene ibernato, insieme ad altri esseri umani, durante il viaggio per Marte.
- Pandorum (2009): la popolazione dell'astronave viene portata a uno stato di ipersonno, per trascorrere i 123 anni necessari a raggiungere il pianeta Tanis.
- Avatar (2009) di James Cameron: il protagonista e gli altri soldati umani vengono ibernati per sei anni durante il viaggio verso la luna Pandora.
- Serie televisiva Eleventh Hour, episodio Morte apparente (2009).
- Captain America - Il primo Vendicatore (2011): nel finale il protagonista si sacrifica schiantandosi con l'aereo bombardiere nei ghiacci dell'Artico e ci rimane ibernato per decenni, finché non viene ritrovato e rianimato dallo S.H.I.E.L.D. e introdotto nel mondo moderno da Nick Fury.
- Underworld - Il risveglio (2012) di Måns Mårlind: Selene e Michael vengono catturati e imprigionati in celle criogeniche per dodici anni.
- Oblivion (2013) di Joseph Kosinski: la maggioranza dei membri dell'equipaggio della Odyssey abbandona la nave per rientrare verso la Terra in capsule di ibernazione a seguito dell'attacco di un'entità aliena minacciosa nei pressi di Titano.
- The Congress (2013) di Ari Folman
- Ender's Game (2013) di Gavin Hood: il protagonista e le altre reclute sono messi in stasi durante il viaggio spaziale per l'avamposto presso il pianeta nativo dei Formic.
- Interstellar (2014) di Christopher Nolan: i membri dell'equipaggio dell'astronave Endurance, che parte in un viaggio spaziotemporale per trovare un nuovo pianeta colonizzabile per la razza umana, usano l'ibernazione per non sprecare le risorse energetiche della nave.
- Nella serie televisiva The 100 (2014), l'ibernazione è una tecnologia utilizzata dalla Eligius, società di estrazione mineraria nello spazio.
- Captain America: Civil War (2016): nella prima scena post-credit, Bucky Barnes decide di farsi ibernare finché non sarà trovata una cura per il lavaggio del cervello a cui l'Hydra lo ha sottoposto.
- Passengers (2016) di Morten Tyldum: il protagonista viene prematuramente risvegliato durante il viaggio spaziale centenario sulla nave Avalon, in rotta verso un pianeta colonizzato.
- Oxygène (2021) di Alexandre Aja: la protagonista si risveglia in una capsula criogenica e tenta di fuggire, lottando contro la sua memoria che sembra essere inevitabilmente cancellata.
- Don't Look Up (2021) di Adam McKay: la Presidente degli Stati Uniti d'America e i suoi affini decidono di partire verso un remoto pianeta abitabile viaggiando su un veicolo spaziale con capsule di ibernazione per evitare di morire nel catastrofico impatto di una cometa sulla Terra.
- Nella terza stagione di The Boys viene introdotto il personaggio di Soldatino (Soldier Boy), un Super indistruttibile al tal punto che lo si può solo stordire con del gas Novičok e sigillare in animazione sospesa.
- Nella serie televisiva Fallout (2024) vari supervisori e assistenti della Vault-Tec continuano a svolgere i lavori nei bunker della compagnia per oltre 200 anni dopo la guerra nucleare, allungando la propria vita tramite l'uso di capsule criogeniche.

### Fumetti e animazione

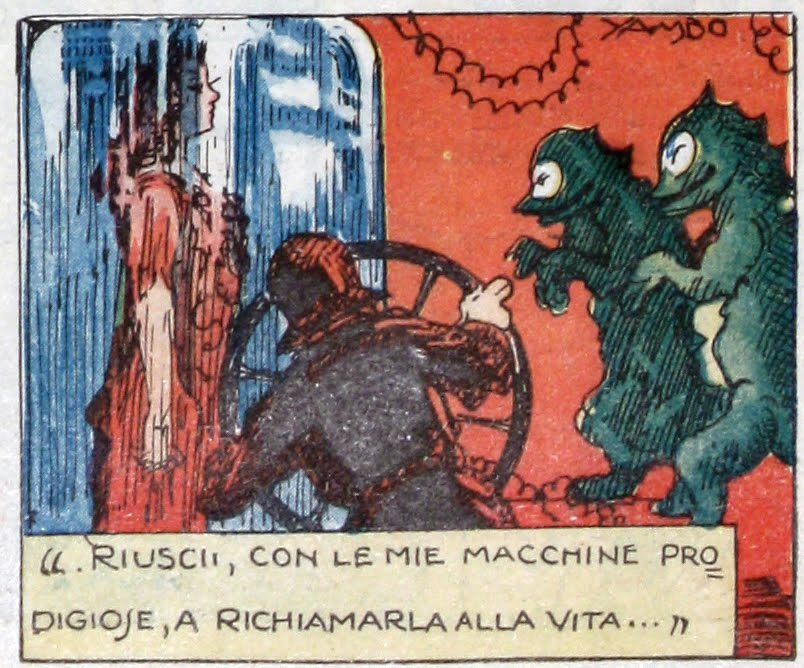
Nel fumetto di Yambo Gli uomini verdi del 1935, una principessa di Atlantide viene risvegliata dal suo sonno millenario utilizzando macchine prodigiose.

- Il personaggio Buck Rogers si ritrova nel futuro per mezzo dell'animazione sospesa, nella storia originale a fumetti per via di un gas radioattivo inalato in una caverna, nella serie televisiva omonima tramite l'ibernazione in una navetta spaziale.
- Nel fumetto di Yambo Gli uomini verdi del 1935, una principessa di Atlantide viene risvegliata dal suo sonno millenario utilizzando macchine prodigiose.
- Il personaggio dei fumetti della Marvel Comics Capitan America, dopo essere caduto nelle gelide acque del Polo Nord, rimane in animazione sospesa all'interno di un iceberg dalla fine della seconda guerra mondiale ai giorni nostri.
- Il personaggio di Kandrax il druido, uno dei più noti antagonisti di Zagor, si risveglia negli ultimi decenni del XIX Secolo, dopo essere stato posto in animazione sospesa parecchi secoli prima tramite una misteriosa tecnologia.
- Nei fumetti David Murphy - 911 l'antagonista è Milton Friedman, che rivela di non essere morto nel 2006 (la sua morte pubblica) sottoponendosi a uno stato di ibernazione parziale per restare vivo. Nell'ultimo albo della serie, prima del confronto finale con Friedman, David attraversa una sala dove scorge Ronald Reagan, Elvis Presley, Margaret Thatcher e Walt Disney ibernati.
- Nei racconti della serie Shannara di Terry Brooks, il personaggio Allanon (come pure fanno altri druidi) utilizza l'animazione sospesa per estendere la durata della propria vita.
- Nella serie animata Batman il supercriminale Mr. Freeze tiene sua moglie Nora, che è affetta da una malattia terminale, in animazione sospesa criogenica finché non avrà trovato una cura. Questo elemento è diventato una parte integrante del personaggio di Freeze, dato che viene utilizzato nel film Batman & Robin, nei fumetti e perfino nei videogiochi, come Batman: Arkham City.
- Nella seria animata Superman il personaggio Kara In-Ze giace in una capsula di ibernazione nelle rovine di Argo, fino al ritrovamento da parte di Kal-El, che la porta sulla Terra adottandola. Questa versione delle origini di Supergirl venne incorporata anche nei fumetti, come la continuità post-Ora zero (2004).
- Faye Valentine, uno dei personaggi protagonisti di Cowboy Bebop, è una donna che ha trascorso alcuni anni in animazione sospesa durante uno dei primi viaggi spaziali per turisti, durante il quale però, a causa dell'incidente dei gate, perde la memoria.
- Fry, uno dei personaggi protagonisti di Futurama, cade accidentalmente in stato criogenico alla vigilia del 2000 e si risveglia mille anni più tardi, nel trentesimo secolo.
- Nella serie animata Duck Dodgers il protagonista rimane congelato in una capsula spaziale e viene ritrovato e rianimato nel ventiquattresimo secolo e mezzo, dove riesce a diventare il capitano di una nave spacciandosi per un eroe del passato.
- Nella serie animata Avatar: La leggenda di Aang il protagonista crea una bolla protettiva per proteggere se stesso e il suo bisonte volante Appa dopo essere caduti in mare durante una tempesta, rimanendo però ibernati per un centinaio di anni in un iceberg prima di essere ritrovati e schiusi dal ghiaccio.
- In 2001 Nights, il fumetto di Yukinobu Hoshino, l'animazione sospesa viene scoperta e in seguito utilizzata nel corso di diverse spedizioni spaziali.
- In Origine uno dei personaggi principali è Toola, una ragazza che ha passato 300 anni preservata in una capsula criogenica.
- Transmetropolitan, la serie a fumetti di Warren Ellis e Darick Robertson in cui le teste delle persone vengono criogenicamente congelate per essere poi innestate in corpi nuovi clonati. Essendo completamente spaesati nel futuro, i rivitalizzati vengono relegati dalla società come una minoranza ignorante.

### Videogiochi
- In alcuni giochi della serie di Halo l'animazione sospesa in celle criogeniche viene utilizzata soprattutto in navi che devono compiere viaggi spaziali molto lunghi per conservare il personale non necessario alla navigazione.
- Nel videogioco di combattimenti Tekken 3 della Namco, si dovette spostare la storia diciannove anni dopo per esigenze di trama, e fu quindi usato lo stratagemma dell'animazione sospesa sui personaggi Nina Williams e sua sorella Anna per far in modo che le ragazze apparissero ancora due belle ventenni.
- In Sonic Adventure 2 debutta il personaggio di Shadow the Hedgehog, un potente essere artificiale che ha speso circa 50 anni in animazione sospesa dopo la sua cattura prima di essere liberato dal nipote del suo creatore, il Dottor Eggman, che irrompe nella base militare segreta dove era segregato e lo risveglia con uno smeraldo del caos.
- In Mass Effect: Andromeda il Pathfinder Ryder viaggia in una delle arche spaziali piene di passeggeri sottoposto all'animazione sospesa durante il viaggio interstellare di 600 anni per raggiungere e colonizzare la galassia di Andromeda.
- In Fallout 4, il Vault 111 aveva come scopo quello di ibernare gli abitanti che vi entravano.
- In Overwatch, il personaggio Mei faceva parte di un gruppo di ricercatori rimasti intrappolati in una base in Antartide dopo una tempesta e che si ibernarono nell'attesa di soccorsi; tuttavia solo Mei sopravvisse, mentre le capsule criogeniche dei suoi compagni malfunzionarono causando la loro morte.